# Becherbach bei Kirn

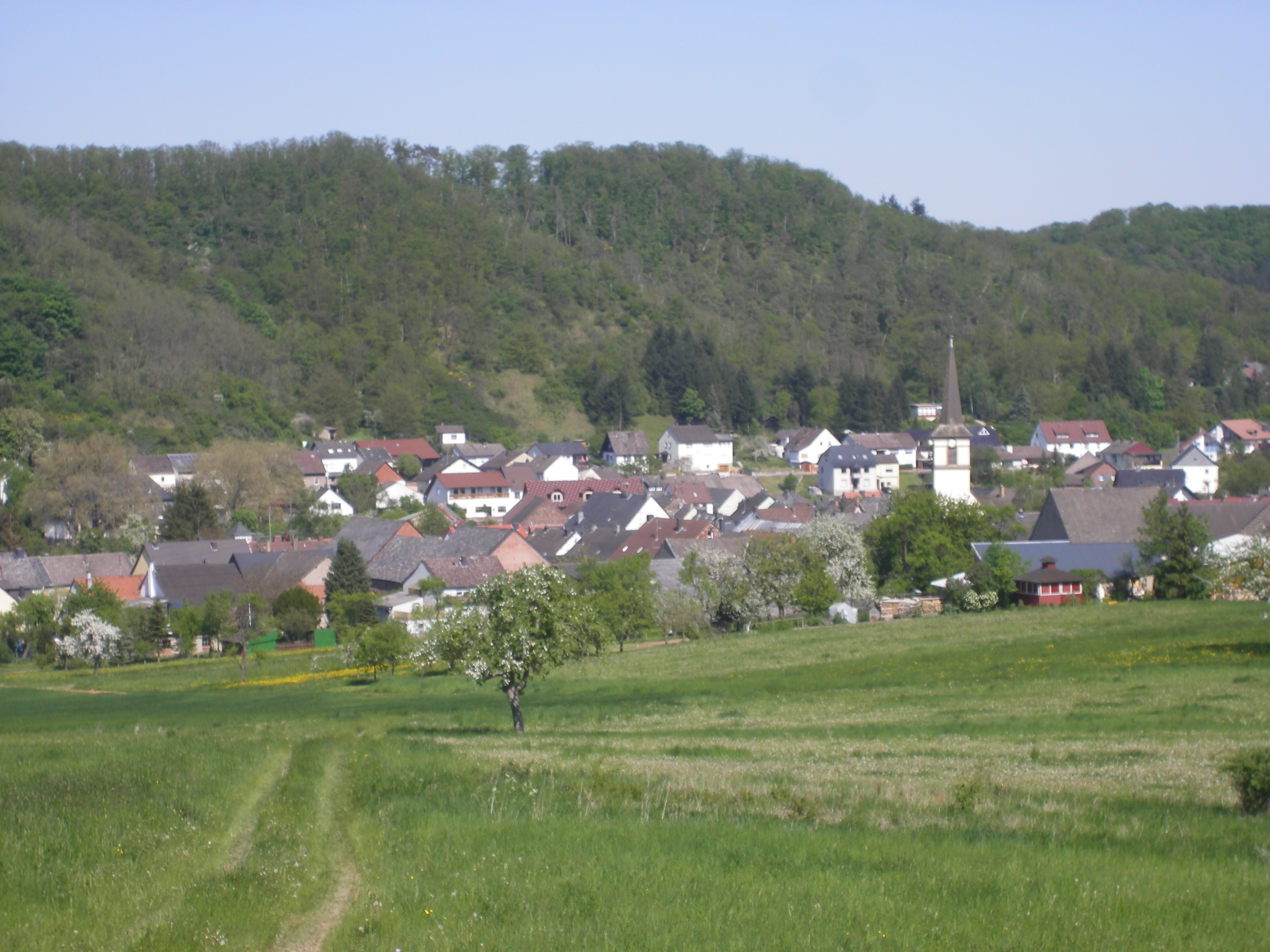
Blick auf Becherbach bei Kirn

Becherbach bei Kirn ist eine Ortsgemeinde im Landkreis Bad Kreuznach in Rheinland-Pfalz. Sie gehört der Verbandsgemeinde Kirner Land an. Häufig wird die Gemeinde Becherbach, die den Namenszusatz „bei Kirn“ seit dem 1. Juli 1969 trägt, mit dem im selben Landkreis gelegenen Becherbach (Pfalz) verwechselt.

## Geographie
Der Ort liegt am Großbach im Nordpfälzer Bergland zwischen den Tälern der Nahe und des Glans. Im Norden befindet sich Heimweiler, im Osten Limbach und Hundsbach, im Süden Otzweiler und westlich befindet sich Schmidthachenbach im Landkreis Birkenfeld.

## Geschichte
In der Becherbacher Gemarkung bezeugen Bodenfunde bereits eine Besiedlung während der Römerzeit. Aus dem Ostchor der 1781 abgebrochenen alten Evangelischen Pfarrkirche wurden Göttersteine (Basen von Jupitergigantensäulen) geborgen, die auf Anordnung des markgräflich-badischen Landbaumeisters Wilhelm Frommel (1759–1837) als Spolien  zu beiden Seiten der Treppe zum Hambacher Sauerbrunnen eingemauert wurden. Heute befinden sich die beiden Steine als Beutekunst im Landesmuseum des Vereins für Heimatkunde im Landkreis Birkenfeld (Inv.-Nr. 531 und 532).
Der Ortsname leitet sich möglicherweise vom mhd. „bechaere“ her und dürfte inhaltlich mit der Gewinnung von Pech bzw. Holzkohlenverarbeitung in Verbindung stehen.
Gelegen an einer Handelsstraße, die den Kirner Raum mit dem Glantal verband, war Becherbach im Mittelalter Verwaltungs- und Gerichtssitz für eine Reihe umliegender Dörfer. Zum Gericht Becherbach gehörten die Dörfer Becherbach, Krebsweiler, Heimberg, Limbach, Otzweiler, Schmidthachenbach und Thal, eine kleine Siedlung mit 4 Haushaltungen im Jahr 1599, deren Bewohner gewisse Sonderprivilegien genossen. Über den Standort dieses später wüst gewordenen Dorfes gibt es Vermutungen, z. B. bei der Naumburg oder zwischen Otzweiler und Becherbach, aber keine Gewissheit.
Der Unteramtsbezirk Becherbach war Bestandteil des Amtes Naumburg, das – neben dem Becherbacher Gericht – von den Gerichten Bärenbach, Martin-Weierbach, Oberhachenbach, Oberreidenbach und Löllbach gebildet wurde.
Dieses Amt Naumburg wurde von den Raugrafen, einer Seitenlinie der Wildgrafen, im Jahr 1349 zur Hälfte, gegen Ende des 14. Jahrhunderts ganz an die Grafen von Sponheim-Kreuznach abgetreten. Der Verwaltungssitz des Amtes war die Naumburg bei Bärenbach, die mit ihrem Besitzer Raugraf Emich im Jahre 1146 erstmals erwähnt wurde.
Bei der 1707 erfolgten Teilung der Vorderen Grafschaft Sponheim wurde das Amt Naumburg dem badischen Anteil zugewiesen. 1776 wurde der Amtssitz nach Herrstein verlegt.
Wirtschaftlich tendierten die Einwohner des Naumburger Amtsbezirks nach Kirn, wo, wie aus dem Jahre 1579 bezeugt ist, für den Besuch des Kirner Marktes der sogenannte „Zollhafer“ als Einfuhrzoll und Verkaufssteuer an die Ganerben von Steinkallenfels zu zahlen war.
Der Gerichtsbezirk Becherbach war zugleich Pfarrbezirk, dessen Mutterkirche in Becherbach stand. Erst 1820 kam Schmidthachenbach zur Pfarrei Sien.
Die kirchlichen Verhältnisse in der Pfarrei Becherbach bestimmten von 1345 bis 1606 die Herren von Oberstein, später die Herren von Löwenstein und Herren von Schmidtburg.
Nach der Einführung der Reformation im Jahre 1557 war Becherbach bis zum Jahre 1706 vorwiegend protestantisch, danach herrschte bis 1892 ein Simultanverhältnis.
Die Kirche besitzt einen romanischen Kirchturm aus dem 12. Jahrhundert, an den in den Jahren 1783–88 anstelle einer baufälligen Vorgängerin ein neues Kirchenschiff gebaut wurde. Im Jahre 1837 wurde der dreigeschossige Turm um zwei Geschosse erhöht und mit dem spitzen Turmhelm versehen.
Im Jahre 1785 zählte Becherbach 45 Häuser mit 46 Familien. Einige Häuser waren zweistöckig. Eine katholische Volksschule gab es seit 1757, obgleich in Becherbach lediglich 5 katholische Familien wohnten. Unter den Protestanten überwog das reformierte Bekenntnis und jedes Bekenntnis hatte seinen eigenen Lehrer.
Nach der Eroberung durch französische Revolutionstruppen kamen ab 1794 die Dörfer des alten Amtes Naumburg unter französische Herrschaft. Becherbach verlor vorübergehend seine Funktion als Amtsort und gehörte ab 1801/02 zur Mairie Schmidthachenbach im Kanton Grumbach, der zum Saardepartement gehörte. Dazu gehörten die Dörfer Becherbach, Otzweiler, Limbach, Heimberg, Krebsweiler und Bärenbach.
Nach dem Ende der französischen Herrschaft unterstand ab 1814 das Gebiet zunächst einer bayerisch-österreichischen Übergangsverwaltung, wurde im folgenden Jahr preußisch und kam schließlich 1816/17 an das Landgrafentum Hessen-Homburg.
Becherbach wurde nun als „Oberschultheißerei“ wieder Sitz einer Amtsbürgermeisterei im Hessen-Homburgischen Oberamt Meisenheim. Nach dem Aussterben des hessen-homburgischen Hauses kam 1866 die Landgrafschaft auf dem Erbweg zunächst an das Großherzogtum Hessen und fiel nur ein halbes Jahr später endgültig an Preußen.
Mit der Bildung des preußischen Kreises Meisenheim im Jahre 1869 wurde der Verwaltungsbezirk der Bürgermeisterei Becherbach um die Orte Hoppstädten und Hundsbach, die bis 1940 dort verblieben, erweitert. Im Jahre 1932 wurde der Kreis Meisenheim aufgelöst und in den Kreis Kreuznach integriert. Die Auflösung des Amtes Becherbach und dessen Zuteilung zum Amt Kirn-Land erfolgte 1940. Seit 1968 gehörte die Ortsgemeinde der Verbandsgemeinde Kirn-Land an.
Bevölkerungsentwicklung
Die Entwicklung der Einwohnerzahl der Gemeinde Becherbach bei Kirn, die Werte von 1871 bis 1987 beruhen auf Volkszählungen:
| Jahr | Einwohner |
| 1815 | 339       |
| 1835 | ~ 400     |
| 1871 | 463       |
| 1905 | 489       |
| 1939 | 449       |
| 1950 | 470       |

| Jahr | Einwohner |
| 1961 | 467       |
| 1970 | 510       |
| 1987 | 431       |
| 1997 | 435       |
| 2005 | 426       |
| 2023 | 469       |

## Politik

### Bürgermeister
Ortsbürgermeister ist Karl-Otto Selzer (parteilos). Bei der Kommunalwahl am 26. Mai 2019 war kein Kandidat angetreten, seine Wahl erfolgte daher am 11. Juli durch den Gemeinderat. Bei der Direktwahl am 9. Juni 2024 konnte Selzer sein Amt mit 50,6 % der Stimmen gegen einen weiteren unabhängigen Kandidaten verteidigen. Er kam dabei auf nur 3 Stimmen Vorsprung.

### Wappen
| Wappen von Becherbach bei Kirn | Blasonierung: „Über blau-gold geschachtem Schildfuß in Rot eine silberne Hauswand mit sechs durch Bogen verbundenen Säulen über einem Sockel, der in der Breite von drei Bogen von einer Treppe durchbrochen ist. Im mittleren Bogen befindet sich eine Tür, in den übrigen befinden sich Fenster.“ |
| Wappen von Becherbach bei Kirn | Wappenbegründung: Die Hauswand stellt das Eingangsportal des 1944 durch Bomben zerstörten Amtsgebäudes in Becherbach dar. Das Gebäude, als Sitz der Amtsverwaltung für die Gemeinden Becherbach, Bärenbach, Heimberg, Hoppstädten, Hundsbach, Krebsweiler, Limbach und Otzweiler, war lange Zeit Mittelpunkt der Gemeinde und von historischer Bedeutung. Nach Auflösung des Amtes im Jahre 1940 bis zu seiner Zerstörung diente das Gebäude der Gemeinde Becherbach als Gemeindehaus. Das geschachte Feld nimmt Bezug zur ehemaligen Zugehörigkeit zur Vorderen Grafschaft Sponheim. Der Gemeinderat beauftragte am 11. Juni 1965 den Grafiker Brust aus Kirnsulzbach einen Entwurf für ein Gemeindewappen zu erarbeiten. In der Sitzung am 18. September 1965 nahm der Rat den vorgelegten Entwurf an. Nach Zustimmung durch das Staatsarchiv erteilte das Ministerium des Innern in Mainz am 29. Dezember 1965 die Genehmigung zur Führung eines eigenen Wappens. |

## Kultur und Sehenswürdigkeiten
Becherbach ist in der Region für seinen „Brückenchor“ bekannt.
Siehe auch: Liste der Kulturdenkmäler in Becherbach bei Kirn

## Wirtschaft und Infrastruktur
Westlich verläuft die Bundesstraße 41. In Kirn-Sulzbach ist ein Bahnhof der Bahnstrecke Bingen–Saarbrücken.